# 高階航
高階 航（たかしな こう、1942年 - 2018年）は、日本の作家、脚本家。秋田県出身。高階 秋成(あきなり)は彼の別名である。本名は高階 茂嘉(しげよし)。

## 経歴
秋田県立角館高等学校卒業後に上京。1970年代から、映画やドラマ、アニメの脚本で活躍。代表作は『太陽にほえろ!』『ルパン三世』。
ルパン三世第二シリーズでは、最も登板数が多い脚本家である。第三シリーズでも数多く執筆している。その頃から、渡哲也、松田優作、宮崎駿らと親交があった。1989年に仙北市田沢湖町に帰郷し、作家として活動。秋田魁新報で「高階航のアラスカぼたっこ釣り騒動記」「振りかえれば」などを連載した。
2018年10月10日、高階の自宅で身元不明の遺体が発見された。のちの司法解剖やDNA鑑定などから高階本人と判明した。

## 作品

### ドラマ
- 太陽にほえろ!
- 桃太郎侍
- いろはの"い"
- プロハンター
- 右門捕物帳
- 火曜サスペンス劇場・密室航路
- 私鉄沿線97分署

### アニメ
- ルパン三世 (TV第2シリーズ)[4]
- ルパン三世 PARTIII[5]

### 著書
- 『いつか北風に向かって』民衆社（1993年）
- 『みんなで作る畑の野菜のおいしい、おいしい』イズミヤ出版（2006年）
- 『風のささやき』